# NGC 1192
NGC 1192 est une galaxie elliptique relativement éloignée et située dans la constellation de l'Éridan. NGC 1192 a été découverte par l'astronome germano-britannique Francis Leavenworth en 1885.

## Caractéristiques
Sa vitesse par rapport au fond diffus cosmologique est de 9 435 ± 19 km/s, ce qui correspond à une distance de Hubble de 139,2 ± 9,7 Mpc (∼454 millions d'al).
À ce jour, une mesure non basée sur le décalage vers le rouge (redshift) donne une distance d'environ 130,500 Mpc (∼426 millions d'al). Cette valeur est à l'intérieur des valeurs de la distance de Hubble et elle confirme que NGC 1192 est bien plus lointaine que les autres galaxies de HGC 22. 

## Groupe compact de Hickson 22
Les galaxies NGC 1189 NGC 1190, NGC 1191, NGC 1192 et NGC 1199 forment le Groupe compact de Hickson HCG 22. On doit cependant noter que NGC 1192 est beaucoup plus loin que d'autres membres de HCG 22. Même si elle a été incluse par Paul Hickson dans ce groupe, elle n'en fait cependant pas partie.